# 威爾遜縣 (田納西州)
威爾遜县（英語：Wilson County）是位於美國田納西州中北部的一個縣。面積1,510平方公里。根據美國2000年人口普查估計，共有人口88,809人。縣治黎巴嫩（Lebanon）。
成立於1799年10月26日。縣名紀念俄亥俄河以南準州眾議院議長大衛·威爾遜。